# 四行仓库

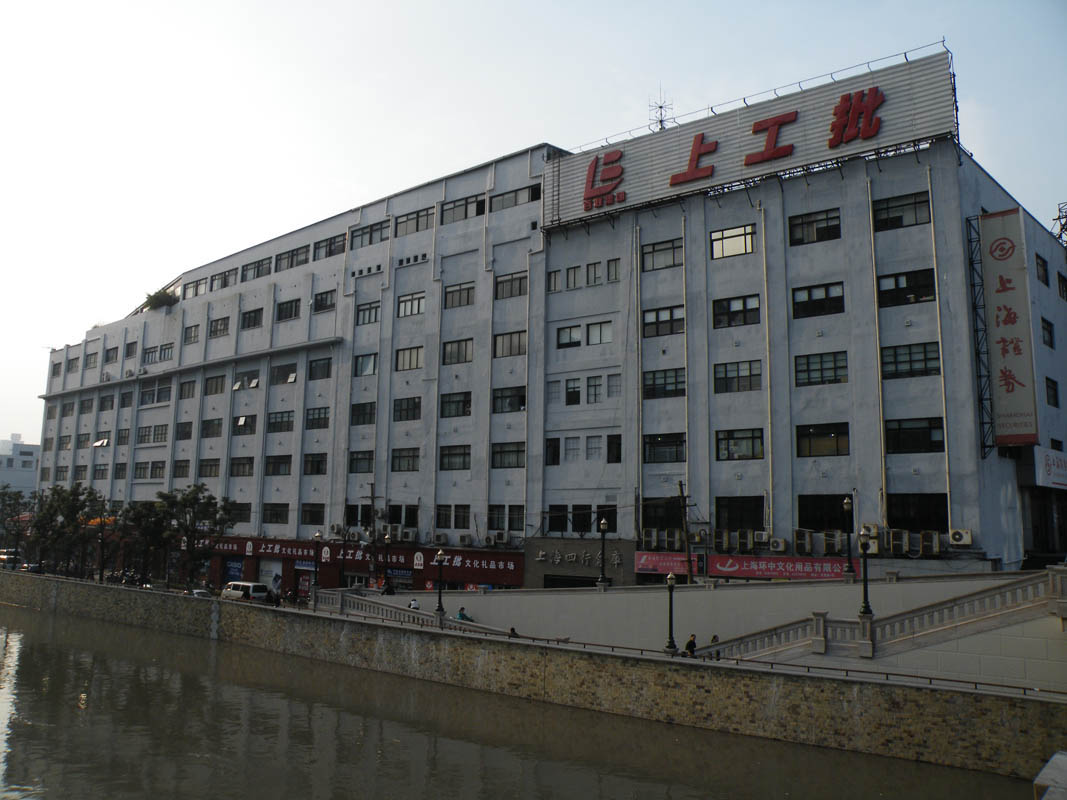
2009年的四行倉庫，建築正面右側入口立有汪道涵題寫的“上海四行倉庫”字樣

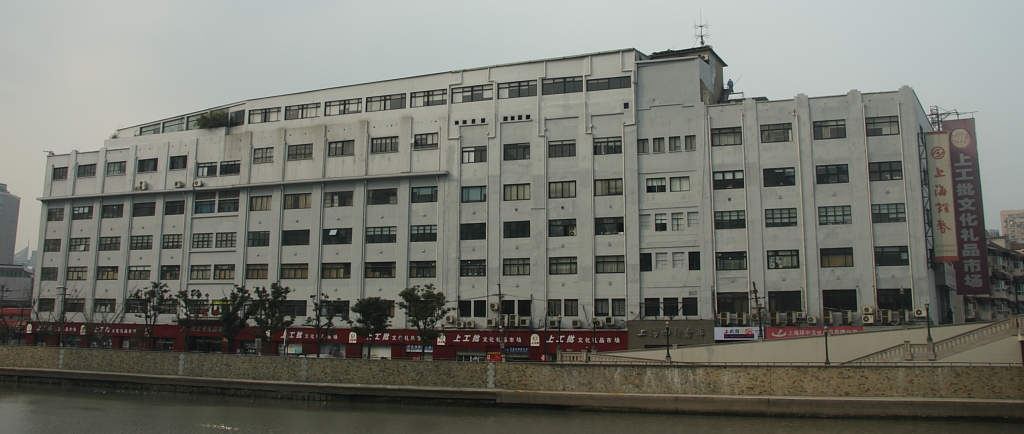
2010年的四行倉庫

四行仓库位置

四行倉庫是一座位於上海靜安區南部、蘇州河北岸、西藏路橋西北角的倉庫建築。目前正门门牌号为光复路1号，它是座鋼筋混凝土結構的六層大廈，占地0.3公頃，建築面積2萬平方米，屋寬64米，深54米，高25米。這座倉庫創建於1931年，為當時閘北一帶最高、最大的一座建築物。它原是大陸銀行和北四行（金城銀行、中南銀行、大陸銀行及鹽業銀行）联合倉庫，即緊靠西藏北路的大陸銀行倉庫與緊靠满洲路（今晉元路）的北四行倉庫兩部分組成的，但一般均統稱為「四行倉庫」。2019年10月16日，由中华人民共和国国务院以“四行仓库抗战旧址”之名公布为第八批全国重点文物保护单位。

## 歷史
在抗日战争中，「四行倉庫」是一處十分重要的地方。1937年8月13日爆發淞滬戰役，日軍原本希望透過襲擊攻勢快速佔領整个中國，但卻意外與國軍部隊陷入長期的拉鋸戰而粉碎了日軍「三月亡華」的計畫。同年10月26日的四行倉庫保衛戰中，四百多名国军守軍在中校團長謝晉元的率領之下死守了四行倉庫四個晝夜，除了有效掩護主力部隊西撤的戰略意義之外，由於四行倉庫與位於蘇州河南岸的英美租界僅有一河之隔直接就在西方民眾與媒體的關注下，再加上女童軍楊惠敏冒險獻旗的事蹟，因此使得四行倉庫成為八一三淞滬會戰的重要見證地。

## 建築結構
- 結構體：鋼筋混凝土結構。
- 建設時間：於1935年完工。1994年2月15日，上海市人民政府將其評為「優秀歷史建築」，並設實體告示牌公布於建築物門口。
- 建築外觀型式：中國早期現代式工業建築，結構框架立面顯露，柱間設以鋼制橫窗格式。

## 現狀

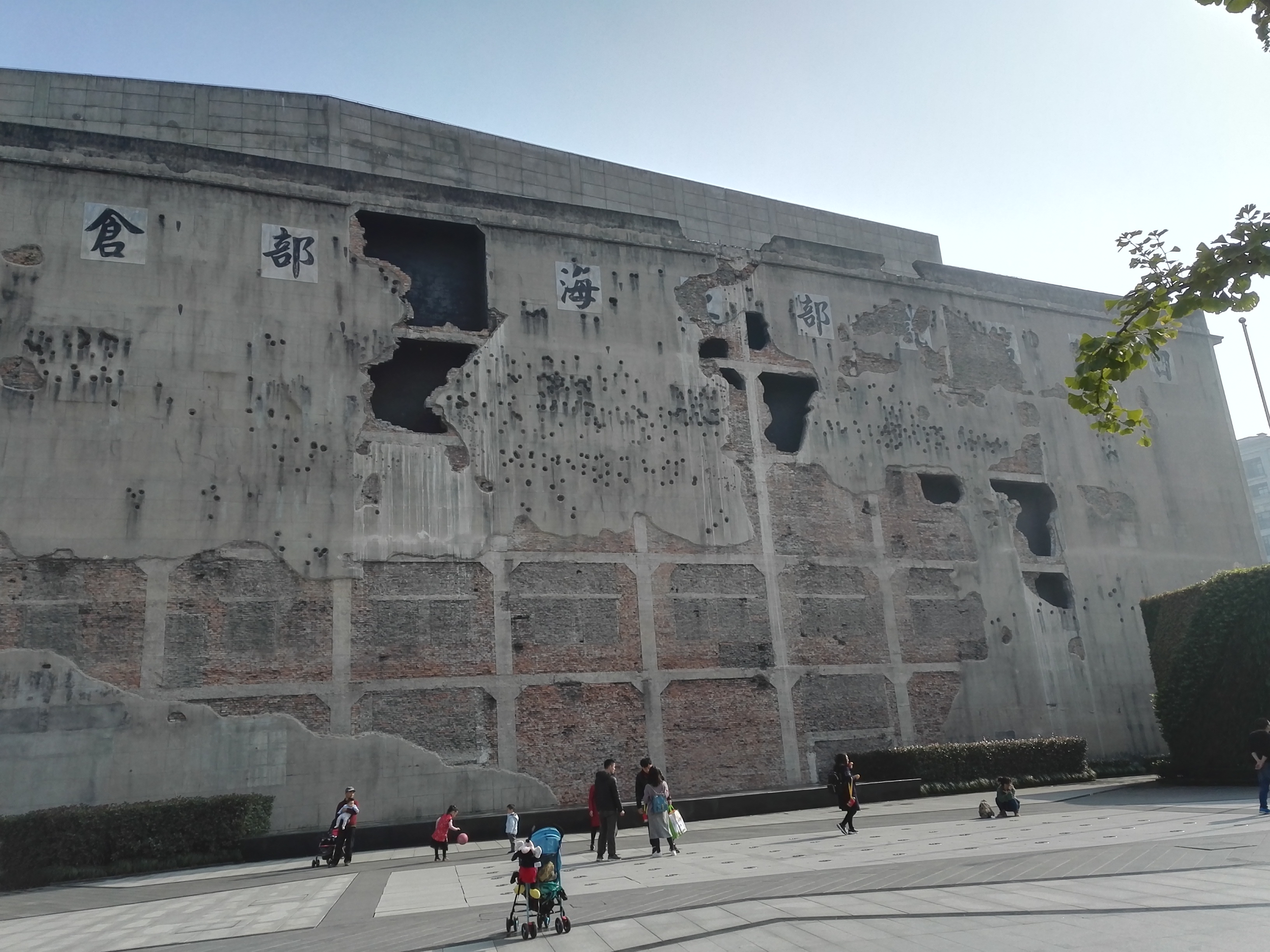
四行仓库西侧山墙，根据历史照片再现当年激战的惨烈，拍摄于2018年11月25日

現上海四行倉庫是上海一家專業性的物流企業，在四行倉庫保衛戰中涉及的四行倉庫（光復路1號）、交通銀行倉庫（光復路195號）均屬於該企業，原四行倉庫現稱光一庫，交通銀行倉庫現稱光二分庫。現在光一庫、光二分庫、光三分庫（光復路127號）大樓外牆上均貼有“四行倉庫”字樣，其實真正歷史上的四行倉庫僅是光一庫大樓。
該遺址雖已於1985年9月被上海文物保管委員會批准為抗日紀念地，但長期以來一直作為商場，被多家單位使用，室內裝修陳舊，門面不整，外牆廣告牌、店招、空調外機等顯得凌亂不堪，加上人雜車多，建築整體形象與「抗戰紀念地」極不相稱，其中第一层大部分为上海市最大的文具、办公用品批发市场所占用，位于大楼后来加盖七层亭子間的史跡陳列室也仅在星期五下午开放。
2015年1月，四行仓库抗战纪念地动迁基本完成。四行仓库纪念馆预计在当年4月份开工建设2015年8月10日，位于晋元路的上海四行仓库抗战纪念地晋元纪念广场建成。8月13日，上海四行仓库抗战纪念地正式对外开放。四行仓库内的四行仓库抗战纪念馆为免费开放，其余空间可出租为商用场地。
2020年8月，随着电影《八佰》的上映，電影中真實歷史事件的發生地四行倉庫随即成為热门景点。由于景区入场实行预约制，故8月的预约名额全部用完。
2021年4月14日，四行仓库抗战纪念馆挂牌“上海市对台交流基地”。

## 事件
2017年8月3日晚，四名中国大陆青年身穿二战日军军服在四行仓库前合影留念，照片在QQ空间公布后，随即引发中国大陆民众舆论反对。事发后，五名当事人均遭到行政处罚。

## 外部連結
- 美華人致上海市長公開信 提議保護四行倉庫遺址（页面存档备份，存于）
- 今日的四行倉庫(tpemmua的網誌)（页面存档备份，存于）
- 2014-10-10：上官志標，八百壯士檔案整理 （页面存档备份，存于）